# 조던 어셔

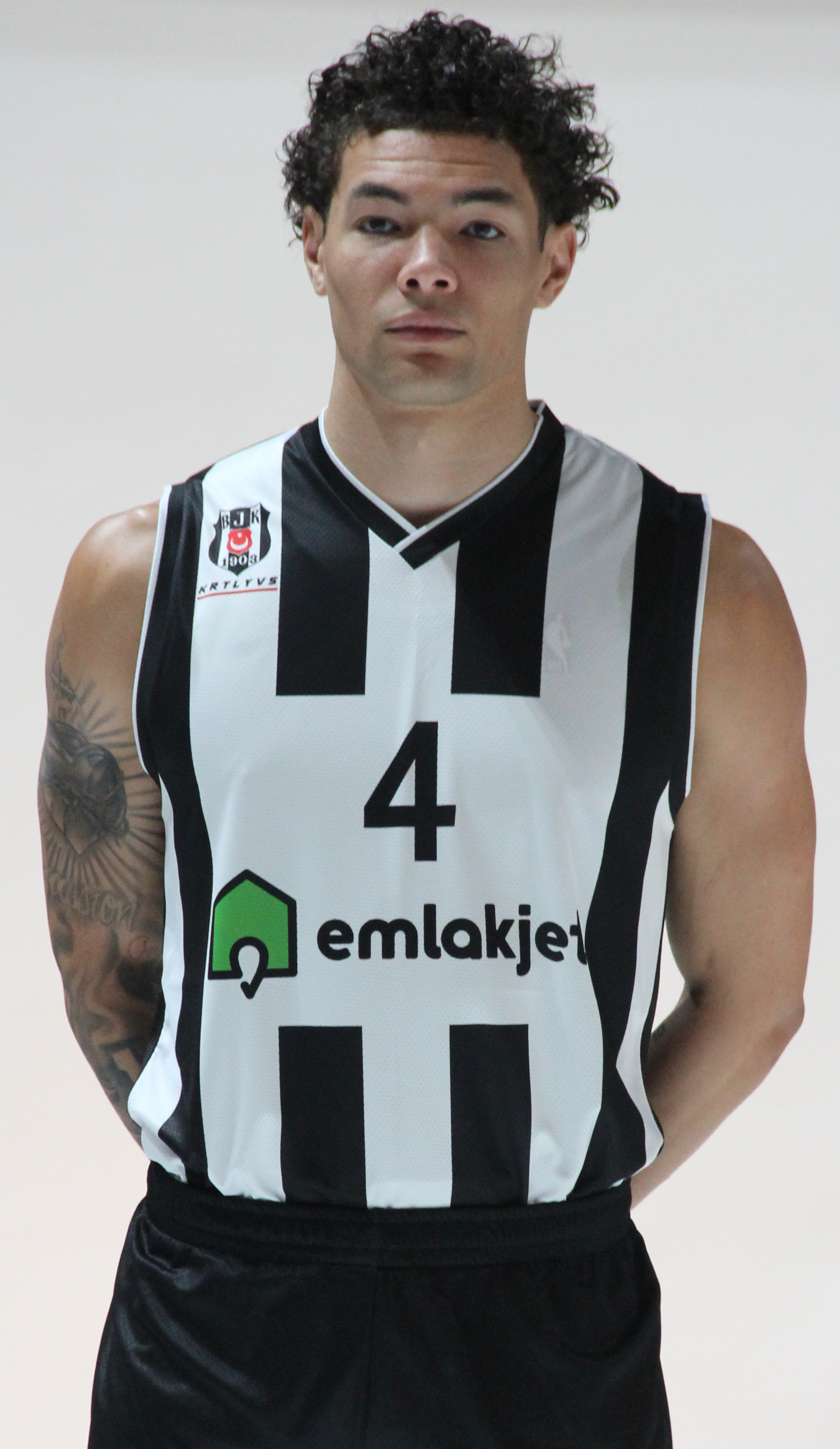
2022년 베식타시 JK (농구) 소속 당시의 모습

조던 어셔(Jordan Usher, 본명: 조던 에마누엘 어셔, Jordan Emanuel Usher, 1998년 2월 21일 ~ )는 LNB 프로 A 소속 JL 보그(JL Bourg)의 미국 프로 농구 선수이다. USC 트로잔스 및 조지아테크 옐로 재킷츠에서 대학 농구를 한 후 터키에서 베식타시 JK (농구)와 함께 J.K. 2022-23 시즌에 프로 경력을 시작했다.

## 고등학교 경력
어셔는 조지아주 애틀랜타에서 태어났다. 조지아 주 히코리 플랫에 있는 세쿼야 고등학교에서 고등학교 농구의 첫 3시즌을 뛰었다. 2014-15년 2학년 때 그는 경기당 평균 22.3득점을 기록했고 시즌 동안 통산 최고 득점인 37득점을 기록했다. 2015-16년 주니어 시절 그는 경기당 평균 18.3득점, 8.2리바운드, 3.2어시스트, 2.5스틸, 1.3블록을 기록하며 팀을 20-9 기록으로 이끌었다. 2016년 지역 7AAAAA 토너먼트에서 그는 치프스가 29득점, 10리바운드, 5도루, 3블록, 3어시스트를 기록하며 스프레이베리 고등학교와의 준결승전에서 승리하도록 도왔다. 후반 치프스의 랠리를 이끌었고 그 결과 77-70 승리를 거두었다. 계속해서 지역 7AAAAA 올해의 선수상을 수상했다.
2016년 11월 11일, 어셔는 서던캘리포니아 대학교에서 대학 농구를 하겠다는 국가 의향서에 서명했다.
2016-17년 4학년이 된 어셔는 조지아 주 마리에타에 있는 휠러 고등학교에 다녔으며, 그곳에서 팀을 21-9 기록과 주 GHSA 7-A 준준결승으로 이끌었다.